# Series Nacionales de Rugby a Siete
Las Series Nacionales de Rugby VII son una competición creada en 2010 con la finalidad de potenciar la modalidad del Rugby a siete en España. Consta de dos categorías senior: masculina y femenina.

## Historia
El 24 de marzo de 2010 se presentó en la sede del Consejo Superior de Deportes el Plan Estratégico de Rugby a 7 con el fin de preparar a España de cara a los Juegos Olímpicos de Río de Janeiro 2016. Dicho plan consta, en esencia, de dos partes: 
- Una de ellas, la creación de un "Top 16" tanto masculino como femenino en el que los mejores 16 jugadores y jugadoras de seven tendrán un contrato beca de tres meses de duración cada año (de mayo a julio, antes y durante las grandes citas internacionales) en el que serán objeto de un exhaustivo seguimiento físico, médico y nutricional.
- La segunda, la creación de una competición nacional de sevens que sirva de base para la mejora del nivel deportivo de los jugadores y jugadoras de los equipos implicados.

## Sistema de competición

### Competición masculina
La competición masculina consta de 3 series y una serie Final. En cada serie participan doce equipos distribuidos en cuatro grupos de tres equipos. En cada grupo habrá una clasificación del 1º al 3º. La Copa de Oro la juegan por eliminatorias los cuatro clasificados en 1º lugar de cada grupo. La Copa de Plata la juegan por eliminatorias los cuatro clasificados en 2º lugar de cada grupo. La Copa de Bronce la juegan por eliminatorias los cuatro clasificados en 3º lugar de cada grupo.
En la Final participarán los doce mejores clasificados de la clasificación conjunta de las tres series. En caso de igualdad a puntos prevalecerá el equipo con mayor diferencia de tantos. En caso de igualdad el de mayor número de tantos a favor. En caso de igualdad el de mayor cociente entre tantos a favor y en contra. En caso de igualdad se sorteará entre los empatados.

### Competición femenina
La competición femenina consta de dos series y una Final. En cada serie participan seis o siete equipos, según la serie, distribuidos en dos grupos de cuatro equipos. Las normas de competición son las mismas que en categoría masculina.

### Jugadores participantes
Al ser una variante del Rugby XV y una continuación de la temporada oficial, con cada equipo podrán jugar todos los jugadores que han tenido licencia con el club durante la temporada de competición y un máximo de tres jugadores que pertenezcan a otro club. La relación de los jugadores que no pertenecen al club debe ser comunicada por el club antes del inicio de la competición y no podrá ser modificada durante el desarrollo de la misma. Cada equipo debe estar formado por diez jugadores. En caso de lesiones durante el desarrollo de una de las series, exista la posibilidad de incorporar, de forma transitoria, jugadores de otros clubes participantes a través de la "Bolsa de jugadores" para poder continuar la competición con los suficientes efectivos.

## Palmarés

### Categoría Masculina
| Temporada | Ciudad                                     | Equipo Local                     | Equipo Visitante       | Resultado                                                                        |
| --------- | ------------------------------------------ | -------------------------------- | ---------------------- | -------------------------------------------------------------------------------- |
| 2010      | Alcobendas / Villajoyosa / Madrid          | CRC Madrid                       | C.R Les Abelles        | 19-5                                                                             |
| 2011      | Alcobendas / Madrid / Villajoyosa          | Cajasol Ciencias                 | UE Santboiana Seat     | 24-19                                                                            |
| 2012      | Sevilla / Madrid / Santander / Villajoyosa | Bera Bera Rugby Taldea           | C.R Cisneros           | 26-7                                                                             |
| 2013      | Marbella                                   | Atlético de Madrid / CRC Pozuelo | CAU Rugby Valencia     | 29-10                                                                            |
| 2014      | ?                                          | ?                                | ?                      | ?                                                                                |
| 2015      | Huesca                                     | Club Deportivo Arquitectura      | Bera Bera Rugby Taldea | 5-24                                                                             |
| 2016      | Madrid                                     | Club Alcobendas Rugby            | C.R Cisneros           | 52-24                                                                            |
| 2017      | Valencia                                   | Hernani C.R.E.                   | Ourense Rugby Club     | 22-0                                                                             |
| 2018      | Valencia                                   | SilverStorm El Salvador          | AVK Bera Bera          | Campeón El Salvador (Gana el título El Salvador por puntos en la clasificación)  |
| 2019      | Valladolid / Valencia                      | Federación Madrileña de Rugby    | AVK Bera Bera          | 24-12 (Gana el título el Bera Bera por puntos en la clasificación)               |
| 2020      | -                                          | -                                | -                      | Temporada cancelada por pandemia de COVID-19                                     |
| 2021      | Madrid                                     | SilverStorm El Salvador          | AVK Bera Bera          | 17-7                                                                             |
| 2022      | Majadahonda                                | SilverStorm El Salvador          | Barça Rugby            | 12-26                                                                            |
| 2023      | Madrid / Villajoyosa                       | Club Alcobendas Rugby            | C.R. Majadahonda       | Campeón Alcobendas (Gana el título el Alcobendas por puntos en la clasificación) |
| 2024      | Madrid                                     | C.R. Majadahonda                 | Les Abelles-Floïd      | 7-26                                                                             |
| 2025      | Las Rozas                                  | C.R. Majadahonda                 | Hermo Soto del Real    | 31-17                                                                            |

### Categoría Femenina
| Temporada | Ciudad                                         | Equipo Local        | Equipo Visitante      | Resultado                                           |
| --------- | ---------------------------------------------- | ------------------- | --------------------- | --------------------------------------------------- |
| 2010      | Alcobendas / Villajoyosa / Madrid              | Olímpico de Pozuelo | C.R. Majadahonda      | 50-0                                                |
| 2011      | Alcobendas / Madrid / Villajoyosa              | C.R.A.T La Coruña   | C.R Cisneros          | 22-5                                                |
| 2012      | Madrid / Santander                             | Olímpico de Pozuelo | C.R. Majadahonda      | 19-24                                               |
| 2013      | Marbella                                       | Olímpico de Pozuelo | C.R Albeitar León     | 21-0                                                |
| 2014      | Villajoyosa                                    | C.R.A.T La Coruña   | C.R Albeitar León     | 15-5                                                |
| 2015      | Huesca                                         | Tecnideix Valencia  | C.R. Majadahonda      | 7-10                                                |
| 2016      | Madrid                                         | C.R. Majadahonda    | Tecnideix Valencia    | 33-7                                                |
| 2017      | Madrid / Valencia / Valladolid                 | C.R. Majadahonda    | Olímpico de Pozuelo   | 22-19                                               |
| 2018      | Villajoyosa / Hospitalet de Llobregat / Madrid | Olímpico de Pozuelo | C.R Cisneros          | 20-10                                               |
| 2019      | Valencia / Cádiz                               | C.R. Majadahonda    | XV Hortaleza Rugby    | 38-0                                                |
| 2020      | -                                              | -                   | -                     | Temporada cancelada por pandemia de COVID-19        |
| 2021      | La Coruña / San Cugat del Vallés               | C.R Cisneros        | C.R. Majadahonda      | 19-12                                               |
| 2022      | La Coruña                                      | C.R Cisneros        | C.R. Sant Cugat       | 19-24                                               |
| 2023      | Valladolid                                     | C.R. Sant Cugat     | Eibar Rugby Taldea    | Campeón Eibar (por puntos en la clasificación)      |
| 2024      | Madrid                                         | C.R. Sant Cugat     | Energimac Majadahonda | Campeón Sant Cugat (por puntos en la clasificación) |

- En el torneo de 2017, las series nacionales pasan a llamarse Copa de la Reina VII y a partir de 2019 se crea la Copa Challenge, una segunda división de torneo, en la cual el campeón disputa al año siguiente la Copa de la Reina VII.